# Michel de Camaret
Michel Marie Pierre Francois de Camaret (ur. 18 stycznia 1915 w Vienne, zm. 24 stycznia 1987 w Neuilly-sur-Seine) – francuski polityk, dyplomata i wojskowy, uczestnik ruchu oporu podczas II wojny światowej, ambasador Francji przy Radzie Europy i w Birmie, poseł do Parlamentu Europejskiego II kadencji.

## Życiorys
Pochodził z rodziny szlacheckiej, wywodzącej się z hrabstwa Venaissin. Przed wojną działał w Camelots du Roi, młodzieżówce Akcji Francuskiej, uczestniczył także jako ochotnik w wojnie domowej w Hiszpanii w ramach karlistowskiej formacji Requetés. W kwietniu 1940 ukończył szkołę wojskową École de cavalerie de Saumur jako aspirant. W maju 1940 powołany do walki w wojnie francuskiej, zdemobilizowany w kolejnym miesiącu po odniesieniu ran. Następnie dołączył do ruchu oporu, nawiązał bliskie kontakty z Pierre’em de Bénouville i dotarł do Algierii. W związku z działalnością podziemną w 1941 aresztowały go siły Francji Vichy, został skazany na rok więzienia. W 1942 zbiegł z niewoli i przedostał się do Londynu, gdzie dołączył do sił lotniczych Wolnych Francuzów. W czerwcu 1944 zrzucony w Bretanii w ramach operacji Special Air Service, później walczył też na terenie Holandii. W tym czasie został dwukrotnie ranny, kierował także akcjami sabotażu.
Po II wojnie światowej przeszedł do służby dyplomatycznej, był II sekretarzem ambasady w Brazylii. W międzyczasie od 1947 do 1949 uczestniczył w I wojnie indochińskiej jako dowódca grupy spadochroniarzy, doszedł do stopnia kapitana. We francuskiej dyplomacji pełnił funkcje doradcze m.in. w delegacji przy ONZ. Zajmował stanowiska konsula generalnego w Tangerze (1963–1966), ambasadora przy Radzie Europy (1968–1972), konsula generalnego w São Paulo (1972–1978) oraz ambasadora w Birmie (1977–1980). Od lat 70. działał w Frontcie Narodowym, w 1984 został wybrany posłem do Parlamentu Europejskiego. Przystąpił do Europejskiej Prawicy, kierował Delegacją ds. stosunków z państwami Zatoki Perskiej. Mandat wykonywał do śmierci w 1987.
Pochowano go na cmentarzu Passy.

## Odznaczenia
Odznaczony Legią Honorową III klasy Orderem Wyzwolenia, Krzyżem Wojennym za wojnę 1939–1945 i Zamorskich Teatrów Operacyjnych, Medalem Uciekinierów z Niewoli oraz brytyjskim Krzyżem Wojskowym.